# BMW・B58エンジン
BMW・B58エンジンは、BMWが製造している3L直列6気筒ガソリンエンジンである。

## 概要
N55エンジンの後継機であり、1気筒あたりの排気量を500ccとしたBMWの新世代モジュラーエンジンファミリーの一機種である。2015年より製造が開始され、F30 340iに初めて搭載された。B58エンジンは2016年に、世界ベスト10エンジンに選出された。
本機のディーゼル版であるB57、並びに3気筒版のB37/B38および4気筒版のB47/B48とボア、ストローク、ボアピッチが共通で、シリンダーブロックも共用化されている。
B58エンジンをペースにMモデル用のエンジンとしてS58エンジンが開発されている。こちらも2023年の世界ベスト10エンジンに選出されている。

## エンジン仕様
N55と同様の直噴仕様でシングルターボ（ツインスクロールターボ）であるが、圧縮比が10.2から11.0に高められ、高圧縮エンジンとなっている。N55と比較するとロングストローク化されている。可変バルブタイミング機構（ダブルVANOS）を装備するが、バルブトロニック（可変バルブリフト）の小型化によって搭載可能になった（N55エンジンでは搭載されなかった）。N55エンジンと比較して平均して20％ほど加給圧が高く設定され、高出力化している。排気量も2,979ccから2,998 ccに微増しており、エンジンの重量も8kg重くなった。水冷インタークーラーが採用され、ターボラグが改善されている。エンジンの温度管理も徹底された。シリンダーブロックがオープンデッキからクローズデッキに変更になった。ウォーターポンプはN52エンジンより電動式を使用していたがB58から機械式に戻された。
| エンジン型式 | 排気量             | ボアストローク | 最高出力                    | 最大トルク               |
| ------------ | ------------------ | -------------- | --------------------------- | ------------------------ |
| B58B30A      | 3.0 L（2,997 cm³） | 82.0 × 94.6    | 240 kW（326 PS）/ 5,500 rpm | 450 Nm / 1,380–5,000 rpm |
| B58B30B      | 3.0 L（2,997 cm³） | 82.0 × 94.6    | 285 kW（387 PS）/ 5,800 rpm | 500 Nm / 1,800–5,000 rpm |
| B58B30C      | 3.0 L（2,997 cm³） | 82.0 × 94.6    | 340 PS                      |                          |
| B58B30P      | 3.0 L（2,997 cm³） | 82.0 × 94.6    | 381 PS                      |                          |

## 搭載車種

### 240 kW (326 PS)
- F30/F31型 340i（2015年-）[5]
- F32/33/36型 440i（2016年-）
- G11/G12型 740i/Li（2015年-）

### 285 kW (387 PS)
- G20/G21型 M340i（2019年-）
- G22/G23/G26型 M440i（2020年-）

### 250 kW (340 PS)
- F20/F21型[注釈 1] M140i（2016年-）[6]
- F22/F23型[注釈 2] M240i（2016年-）[7]
- G29型 Z4 M40i（2019年-）[8]
- G30/G31 540i
- トヨタ・GRスープラ RZ（2019年-）[9]
- モーガン・プラス6（2019年-）
- イネオス・グレナディア（2022年-）ディチューンされ286PSとしている。

### 381PS
- BMW：7シリーズ 740i Excellence G70 2022年-